# Морайш, Венсеслау де
Венсесла́у Жозе́ де Со́уза де Мора́йш (порт. Venceslau José de Sousa de Morais); до реформы 1911 года порт. Wenceslau de Moraes; 30 мая 1854, Лиссабон — 1 июля 1929, Токусима) —  португальский писатель и поэт, офицер Военно-морского флота Португалии, дипломат.

## Орфография имени
Несмотря на изменения написания имени писателя, установленные Орфографической реформой португальского языка 1911 года, в некоторых современных источниках и переизданиях сочинений писателя используется устаревшая орфография Wenceslau de Moraes вместо Venceslau de Morais. На сайте Национальной библиотеки Португалии при поиске автора установлено перенаправление Venceslau de Morais >  Wenceslau de Moraes.

## Жизненный путь и творчество
Окончил военно-морское училище в Лиссабоне. Много путешествовал: 10 лет провёл в Мозамбике, затем 5 лет в Китае, занимал должность коменданта порта Макао. Затем стал консулом Португалии в Японии.
Морайш был очарован жизнью и культурой японцев, стал описывать свои впечатления в духе литературы путешествий. В Японии женился и перешёл в буддизм. Внёс большой вклад в развитие межнациональных отношений. Несмотря на то, что некоторые пассажи писателя банальны, в португальской литературе нет другого автора, который мог бы с ним сравниться в описаниях японского народа. В 1969 году Арманду Мартинш Жанейру (Armando Martins Janeiro) писал о повторном открытии и  переоценке значения творчества Морайша, поскольку интеллектуалы Португалии не оценивали по достоинству новые идеи и надежды, которые должны были бы возродить деградирующую западную цивилизацию при использовании единственной возможности возрождения, которую несёт, согласно Тойнби, встреча Запада с Востоком.
Если в начале XX века произведения Морайша были востребованы на родине, постепенно их стали забывать до того времени, пока не обратили внимание на дань памяти, оказываемую японцами португальскому писателю. Некоторые аспекты творчества Морайша оставалось за рамками понимания португальских читателей, но не ускользали из внимания японских исследователей его произведений, среди которых были лучшие современные писатели Японии. Это привело к тому, что одно из трёх авторитетных японских издательств, Shueisha, в 1960-х годах приступило к публикации полного собрания сочинений Морайша. В некоторой степени это послужило возобновлением проявления интереса к его творчеству в Португалии. В своих сочинениях о жизни и быте Японии и Китая Морайш, хотя и с обычным для португальцев запозданием относительно европейской моды на дальневосточную экзотику, обращался к извечным вопросам о жизни и любви, смерти и старости, описаниям смиренности и красоты окружающего мира — к тому, что немногие писатели Португалии XX века были способны отобразить.
В Японии был открыт музей Морайша и установлены 2 памятника: в Токусиме и Кобе. После празднования 150-летия рождения писателя (2004) в Португалии стали переиздавать его книги.

## Сочинения и последние переиздания
- 1895 — Traços do Extremo Oriente
- 1897 — Dai-Nippon
- 1904—1907 — Cartas do Japão (com várias séries e volumes publicados após esta data)
- 1905 — O culto do chá|O culto do chá; 2 переиздания 2004 года и 2 переиздания 2007 года ISBN 978-972-8721-81-7
- 1906 — Paisagens da China e do Japão; переиздание 2014 года ISBN 978-989-98908-0-0
- 1916 — O "Bon-Odori" em Tokushima; переиздание 2018 года ISBN 978-989-98908-7-9
- 1917 — Ko-Haru
- 1920 — Fernão Mendes Pinto no Japão; переиздание 2017 года ISBN 978-989-98908-6-2
- 1923 — Ó-Yoné e Ko-Haru; переиздание 2006 года ISBN 972-27-1426-0
- 1924 — Relance da história do Japão
- 1926 — Os serões no Japão
- 1928 — Relance da alma japonesa; переиздание 2015 года ISBN 978-972-27-2399-2
- 1933 — Osoroshi